# Haukokjaure
Haukokjaure är en sjö i Jokkmokks kommun i Lappland och ingår i Piteälvens huvudavrinningsområde. Sjön har en area på 0,348 kvadratkilometer och ligger 659,9 meter över havet. Haukokjaure ligger i Pärlälvens fjällurskog Natura 2000-område. Sjön avvattnas av vattendraget Arvesjåkkå.
Namnet är samiskt och kan på svenska översättas med Gäddsjön.

## Delavrinningsområde
Haukokjaure ingår i det delavrinningsområde (739886-160158) som SMHI kallar för Inloppet i Arvesjaure. Medelhöjden är 697 meter över havet och ytan är 22,21 kvadratkilometer. Det finns inga avrinningsområden uppströms utan avrinningsområdet är högsta punkten. Arvesjåkkå som avvattnar avrinningsområdet har biflödesordning 2, vilket innebär att vattnet flödar genom totalt 2 vattendrag innan det når havet efter 248 kilometer. Avrinningsområdet består mestadels av skog (70 procent), sankmarker (12 procent) och kalfjäll (14 procent). Avrinningsområdet har 0,83 kvadratkilometer vattenytor vilket ger det en sjöprocent på 3,7 procent.